# Antenne UHF pour la télévision terrestre
 (août 2012).
Une antenne UHF (Ultra High Frequency) est une antenne en forme de râteau ou autre servant à capter notamment la télévision numérique DVB-T ou TNT ainsi que l'ancienne télévision analogique maintenant hors service, dans les canaux de la bande IV et V soit 21 à 69, dans le spectre allant de 470 à 860 MHz ce qui correspond à une longueur d'onde comprise entre 0,63 et 0,34 m.

## Antenne Yagi
C'est la plus utilisée des antennes UHF pour la télévision (antenne rateau).
Le gain des antennes Yagi courantes peut atteindre 18 dBi avec une longueur de 2 m. La bande UHF de télévision couvrant presque une octave, les antennes couvrant la totalité de la bande ont des éléments à large bande, et un gain global inférieur à celui d'une antenne Yagi à bande étroite.

## Antenne quad

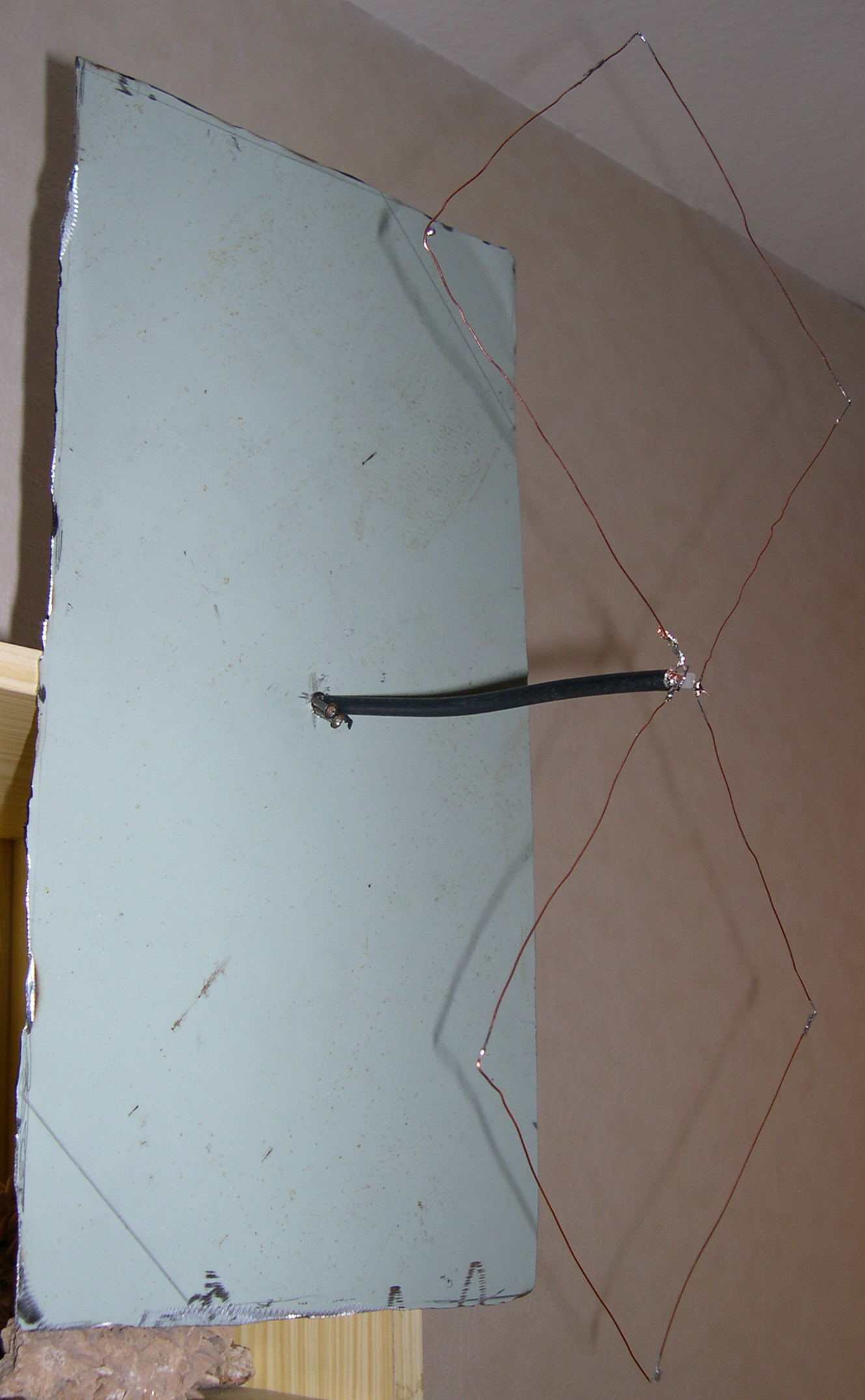
Une antenne quad maison

Pour les bandes de télévision UHF, TNT et analogie Secam et Pal, l'antenne biquad (ou double quad) et quadriquad se construit sur la base d'un côté de 12 cm (valeur moyenne centrée) mais peut être portée à 15 cm si la bande de fréquence est plutôt basse ou diminuée à 10 cm si elle est plutôt haute. L'élément quad peut se construire avec de la tige filetée, du tube de 4 mm, et même du simple fil de cuivre.
Le réflecteur se fait avec un grillage métallique à mailles en contact de 3,5 cm. La distance séparant le biquad (ou la biboucle, longueur déployée 127 cm) au panneau arrière se détermine expérimentalement, autour de 15 cm, (+/5 cm) à ajuster. Les dimensions du réflecteur plat, qui peut aussi être plein, sont variables débordant dans le sens de la largeur de quelques centimètres. L'encombrement vertical (cas de la pol H) de l'antenne UHF quad dépend du nombre d'étages, 1, 2 ou 4. De ce fait un panneau de 90 cm x 30/35 cm est envisageable (45/50 x 30/35 cm biquad standard). Pour le traitement de la pol V, l'encombrement maximal est horizontal.
La réalisation d'une antenne UHF Quad, déjà directive (latéral et arrière), ne requiert pas une précision d'horloger ni d'outillage professionnel. Le réflecteur peut être construit en carton ou en bois etc., et recouvert d'une feuille d'aluminium. La partie Quad de l'antenne sera tenue à distance, devant le déflecteur, par ce que l'on appelle communément le support de rideau. Ce support du rideau peut s'imaginer à partir d'un cylindre ou cornière etc. plastique, PVC, carton, etc., de diamètre/dimension adapté, une dizaine de cm
Le gain du biquad UHF est de l'ordre de 8 dB et de 11 dB en quadriquad.
La quad TNT faite soi-même peut être installée dans le grenier et à l'extérieur mais là en l'adaptant aux conditions particulières, ex l'insérer dans un coffret plastique. La quad maison peut être suivie d'un système d'amplification et répartition.
Remarque : la technique quad peut être aussi appliquée à la bande VHF III (C+) cependant les dimensions deviennent rapidement encombrantes, avec environ 1,20 m d'envergure pour un simple biquad, puisque son côté vaut 43 cm.(c 5)

## Réception à l'intérieur des locaux
L'antenne technologie biquad, en forme de « 8 », est aussi connue sous « papillon » dans les antennes dites antenne d'intérieur ou d'appartement. Ces antennes sont souvent suivies d'une partie électronique d'amplification (ou amplificateur à gain variable par potentiomètre) et complétées de un ou deux brins télescopiques pour les bande VHF I, II et III. Le fonctionnement de ces antennes d'intérieur est souvent aléatoire dans les zones difficiles et champ hétérogènes. Le fonctionnement dans la bande UHF est souvent altéré au grenier par le film aluminium des isolations thermiques et « devant » une fenêtre par les récents vitrages teintés ou pas, à micro-film métallique (encore plus marqué en 2,4 GHz Wi-Fi et « infranchissable » en satellite 11/12 GHz).